# Irvingtoniense
El Irvingtoniense de la edad de los mamíferos terrestres de América del Norte en la escala de tiempo geológico es la etapa de la fauna de América del Norte según la cronología de las edades de los mamíferos terrestres de América del Norte (NALMA), por sus siglas en inglés), que abarca desde 1,9 millones hasta 250 000 años AP. El nombre de un conjunto de fósiles del distrito de Irvington de Fremont, California , se considera que el Irvingtonianiense se superpone a las épocas del Pleistoceno inferior y del Pleistoceno medio . El Irvingtonian es precedido por el Blanquense y seguido por el Rancholabreaense NALMA etapas.
El Irvingtoniense se puede dividir en subetaspas:
- Irvingtoniense temprano - aproximadamente 1,9 Ma A 0,85 Ma
- Irvingtoniense medio - aproximadamente 0,85 Ma A 0,4 Ma
- Irvingtoniense tardío - aproximadamente 0,4 Ma a 0,25 Ma

El comienzo del Irvingtoniano se define por la primera aparición de Mammuthus al sur de 55 ° N en América del Norte, y el comienzo del sucesivo Rancholabreaense se define por la primera aparición de Bison.

## Fauna

### Mamíferos notables
Artiodactyla - ungulados de dedos pares
- Platygonus , pecaríes
- Carnivora - carnívoros
- Borophagus, perros que trituran huesos
- Canis, lobos
- Chasmaporthetes, hienas
- Hesperocyoninae, carnívoros similares a perros
- Machairodontinae , gatos dientes de sable
- Lynx, linces
- Ursus, osos

Lagomorpha - lagomorfos
- Hypolagus, conejos

Perissodactyla - ungulados de dedos impares
- Nannippus, caballos
- Plesippus, caballos - pueden pertenecer a Equus

Proboscidea - elefantes , mastodontes
- Rhynchotherium,  gonfotéridos
- Stegomastodon,  gonfotéridos
- Rodentia - roedores
- Paenemarmota, marmotas gigantes

### Aves notables
Cathartidae - Buitres del Nuevo Mundo
- Sarcoramphus kernense, Buitre Kern

Charadriiformes
- Scolopacid

Falconiformes
- Falco sp., Un halcón

Paseriformes
- Córvido arcaico (urraca)